# Rich Sommer
Richard Olen Sommer II (Toledo, 2 de fevereiro de 1978) é um ator norte-americano.

## Biografia
Sommer nasceu em Toledo, Ohio, no dia 2 de fevereiro de 1978, sendo criado na cidade de Stillwater, Minnesota. Ele estudou no Concordia College em Moorhead, fazendo parte do grupo de teatro. Ele depois fez parte do grupo Brave New Workshop em Minneapolis. Ele se formou em 2004 com um mestrado em atuação na Case Western Reserve University.
Seu primeiro trabalho como ator profissional foi no filme Death 4 Told de 2004. Dois anos depois ele apareceu interpretando Doug no filme The Devil Wears Prada. Em 2007 ele começou a atuar regularmente na série de televisão Mad Men como Harry Crane. Sommer também ja apareceu em séries como The Office, Law & Order, Ugly Betty, Burn Notice, CSI: Crime Scene Investigation, Nikita, Curb Your Enthusiasm e Law & Order: Special Victims Unit.